# Iván García (athlétisme)
Pour les articles homonymes, voir Iván García et García.
Iván García (né le 29 février 1972 à Santiago de Cuba) est un athlète cubain spécialiste du sprint.

## Carrière
Il est finaliste du 200 m lors des Jeux olympiques de 1996 à Atlanta. Avec l'équipe cubaine, il remporte la médaille de bronze lors du relais 4 × 100 m des Jeux olympiques suivants à Sydney, en 38 s 04.
Depuis 2006, il vit près de Toulouse où il est marié à une Française. Pour subvenir à ses besoins, il est devenu pompiste dans une station service. Il s'occupe également du club d'athlétisme local après avoir été directeur d'une école d'athlétisme à Cuba.

### Palmarès
| Date | Compétition                              | Lieu          | Résultat | Épreuve   |
| ---- | ---------------------------------------- | ------------- | -------- | --------- |
| 1993 | Championnats du monde en salle           | Toronto       | 4e       | 200 m     |
| 1993 | Universiade                              | Buffalo       | 3e       | 200 m     |
| 1993 | Jeux d'Amérique centrale et des Caraïbes | Ponce         | 2e       | 200 m     |
| 1993 | Championnats du monde                    | Stuttgart     | 4e       | 4 × 100 m |
| 1995 | Jeux panaméricains                       | Mar del Plata | 1er      | 200 m     |
| 1995 | Jeux panaméricains                       | Mar del Plata | 1er      | 4 × 100 m |
| 1995 | Championnats du monde                    | Helsinki      | 8e       | 200 m     |
| 1996 | Jeux olympiques                          | Atlanta       | 6e       | 200 m     |
| 1997 | Championnats du monde en salle           | Paris         | 2e       | 200 m     |
| 1997 | Championnats du monde                    | Athènes       | 4e       | 200 m     |
| 1997 | Championnats du monde                    | Athènes       | 4e       | 4 × 100 m |
| 1998 | Jeux d'Amérique centrale et des Caraïbes | Maracaibo     | 3e       | 200 m     |
| 1999 | Jeux panaméricains                       | Winnipeg      | 4e       | 200 m     |
| 1999 | Championnats du monde                    | Séville       | 4e       | 4 × 100 m |
| 2000 | Jeux olympiques                          | Sydney        | 3e       | 4 × 100 m |

### Records
| Épreuve    | Performance | Lieu          | Date         |
| ---------- | ----------- | ------------- | ------------ |
| 100 mètres | 10 s 09     | Mexico        | 8 mai 1993   |
| 200 mètres | 20 s 17     | Mar del Plata | 21 mars 1995 |